# Из жизни пчёл
Из жизни пчёл (нем. Aus dem Leben der Bienen) — монография по этологии пчёл нобелевского лауреата Карла фон Фриша, опубликованная в 1927 году на немецком и неоднократно впоследствии переиздававшаяся. В 1935 году впервые переведена на русский язык.

## Оглавление
1. Семья пчёл (нем. Das Bienenvolk)
2. Пчелиное жилище
3. Питание пчелиной семьи
4. Пчелиный расплод
5. Пчелиный рой (нем. Der Bienenschwarm)
6. Избиение трутней (нем. Die Drohnenschlacht)
7. Распределение работ в пчелином государстве (нем. Bienenstaate)
8. Чувства обоняния и вкуса
9. Глаза пчёл и их способность видеть
10. Способы ориентировки
11. Как пчёлы разговаривают друг с другом
12. Память на время у пчёл
13. Враги и болезни пчёл
14. Переходные ступени к семье медоносной пчелы

## Содержание
Автора привлекает уникальная особенность пчёл к коллективному существованию. Пчелиная семья-государство (нем. Bienenstaate) состоит из маток (нем. die Königin), трутней (нем. die Drohnen) и рабочих пчёл (нем. Arbeitsbienen).
Пчеловодство насчитывает 5000 лет и впервые появляется в Древнем Египте, однако пчёлы несомненно древнее. Первоначально они устраивали свои гнезда в дуплах деревьев. Основой питания пчёл выступает цветочный нектар, из которого пчёлы вырабатывают мёд. Параллельно пчёлы опыляют цветочные растения.
Пчёлы как и все насекомые проходят стадии яйца, личинки, куколки и взрослой особи. Весь цикл занимает 3 недели. Матки и рабочие пчёлы являются самками, но их специализация зависит от питания. Будущие матки питаются исключительно «маточным молочком», которыми их снабжают рабочие пчёлы-няньки. Будущие рабочие питаются более разнообразным кормом, включая пыльцу и мёд. Матки живут несколько лет, тогда как рабочие пчёлы живут несколько месяцев.
Появление новых пчелиных семей приходится на весну, когда наблюдается роение: часть пчёл во главе с маткой покидает старое гнездо, тогда как новая матка вступает в свои права, уничтожая своих конкуренток. Обычно кто первым вылупляется, та остальных и уничтожает. Новая матка совершает брачный полет и совокупляется в воздухе с одним или несколькими трутнями. После этого она забирается в гнездо и не выходит из него до нового роения. Нелегкая судьба ждет трутней: после роения рабочие пчёлы выгоняют их из гнезда, а самостоятельно они питаться не в состоянии. Рабочие пчёлы за свою жизнь несколько раз меняют специализацию. Вначале они уборщицы, потом кормительницы, дальше строительницы сот и под конец собирательницы нектара.
Решающую роль в ориентировании пчёл играют запахи, а также зрение. По выводам автора, они способны к объемному обонянию. Пчёлы не воспринимают красный цвет, зато они видят ультрафиолет, а также воспринимают поляризованный свет (при ясном солнечном небе) и магнетизм. Автор обнаруживает у пчёл способность к внегенетической передаче информации посредством «танца» (круговых движений в улье), в котором сообщается расстояние и направление до нужного источника питания. Наиболее интересно поведение пчёл, когда они «принимают решение» об организации нового улья.